# Machilus ichangensis
Machilus ichangensis är en lagerväxtart som beskrevs av Rehder & E.H. Wilson. Machilus ichangensis ingår i släktet Machilus och familjen lagerväxter. Utöver nominatformen finns också underarten M. i. leiophylla.